# Pogonosoma minor
Pogonosoma minor là một loài ruồi trong họ Asilidae. Pogonosoma minor được Loew miêu tả năm 1869.